# La Grève des dockers
Pour plus de détails, voir Fiche technique et Distribution.
La Grève des dockers (en anglais : The Woman on Pier 13) est un film noir américain de 1949 réalisé par Robert Stevenson et interprété par Laraine Day, Robert Ryan et John Agar. Il a fait l'objet de premières à Los Angeles et à San Francisco en 1949 sous le titre I Married a Communist, mais le nom a été changé avant sa sortie officielle, en 1950 en raison de mauvais retours parmi les spectateurs des premières.

## Synopsis
Brad Collins est un cadre maritime de San Francisco qui a récemment épousé Nan Lowry Collins mais il cache un lourd secret sur son son passé car il a déjà été impliqué dans un groupe communiste à New York, alors qu'il était débardeur pendant la Dépression . Peu de temps après être rentrés chez eux après leur lune de miel, le couple rencontre Christine Norman, une ancienne flamme de Collins et Nan la déteste immédiatement.
Collins devient rapidement la cible d'une cellule communiste dont le chef, Vanning, lui ordonne de supprimer un informateur présumé du FBI. Ce dernier, après un bref interrogatoire, est noyer. Collins, qui souhaite se retirer, fait l'objet de chantage de la part de Vanning, qui le menace de divulguer son implication dans le meurtre ainsi que son passé communiste. Vanning ordonne ensuite le sabotage de l' industrie du transport maritime dans la Baie de San Francisco en résistant aux revendications syndicales dans un conflit de travail. Il prétend qu'il est impossible de quitter le Parti communiste. Pendant ce temps, Norman, amer du rejet antérieur de Collins, reçoit l'ordre de se rapprocher de son beau-frère Don Lowry en l'endoctrinant avec leur vision communiste du monde. Norman, cependant, tombe vraiment amoureuse de Lowry.
Jim Travers, l'ami de Collins et l'ancien petit ami de Nan, un dirigeant syndical, trouve le comportement de Collins étrange et s'en inquiète au point de croire que le syndicat puisse être infiltrer par des éléments communistes. Il soupçonne Norman d'être lié à cela mais manque de preuves. Il en discute avec Lowry, qui est un nouveau collègue mais Lowry nie le possible rôle de Norman mais ils décident d'aller la questionner. Cette dernière finit par tout avouer mais Lowry, dégouté, finit par la rejeter. Par dépit, elle lui montre une photo d'elle avec Collins et révèle son passé communiste. Vanning arrive alors et les interrompt. Il est en colère contre Christine, qui était censée être à Seattle pendant encore deux jours pour son travail de couverture en tant que photographe. Vanning essaie de s'appuyer sur Lowry car il est maintenant en mesure d'exposer l'influence que le parti a regagnée sur Collins.
Lowry se rend à la résidence des Collins pour les informer de ce qu'il a appris mais est renversé par une voiture conduite par un tueur à gages communiste, JT Arnold, qui avait observé le meurtre précédent avec Collins. Nan, précédemment informée par Norman que son frère est en danger, essaie de convaincre son mari que le meurtre de Lowry n'était pas un accident. Il fait semblant de ne pas être convaincu mais face à Christine, Nan apprend le passé de son mari, et Christine l'informe que Bailey est probablement responsable de la mort de Lowry.
Préparant une note de suicide, Christine est interrompue par Vanning, qui pense que c'est une bonne solution mais souhaite garder la politique en dehors de celle-ci. Il détruit sa confession d'implication communiste et on ignore quel est son sort, soit le suicide, soit une défenéstration du haute de l'immeuble. Désireuse de se venger, Nan se lie d'amitié avec Bailey au champ de foire où il a un emploi légitime et part avec lui. Le tueur à gages est sauvé lorsqu'elle est identifiée et Nan est kidnappée et emmenée au siège communiste local caché dans l'entrepôt d'Arnold. Collins traque sa femme jusqu'à cet endroit et en menaçant Arnold avec une arme à feu, parvient à entrer. Dans une fusillade qui s'ensuit, Bailey et Vanning sont tués et Collins mortellement blessé.
Dans ses derniers instants, Nan dit qu'elle l'aime toujours.

## Fiche technique
- Titre : La Grève des dockers
- Titre original : The Woman on Pier 13
- Réalisation : Robert Stevenson
- Scénario : Robert Hardy Andrews et Charles Grayson
- Production : Jack J. Gross
- Musique : Leigh Harline
- Distribution : RKO
- Genre : Film noir
- Durée : 73 minutes
- Date de sortie : 7 octobre 1949
- Pays : États-Unis
- Langue : Anglais
- Format : noir et blanc

## Distribution
- Laraine Day : Nan Lowry Collins
- Robert Ryan : Collins, alias Frank Johnson
- John Agar comme Don Lowry
- Thomas Gomez : Vanning
- Janis Carter : Christine Norman
- Richard Rober : Jim Travers
- William Talman : Bailey, jeune homme de main
- Iris Adrian : la serveuse du club (non créditée)

## Crédit d'auteurs
- (en) Cet article est partiellement ou en totalité issu de l’article de Wikipédia en anglais intitulé « The Woman on Pier 13 » (voir la liste des auteurs).